# 13509 Guayaquil
13509 Guayaquil eller 1989 GU3 är en asteroid i huvudbältet som upptäcktes den 4 april 1989 av den belgiske astronomen Eric W. Elst vid La Silla-observatoriet. Den är uppkallad efter staden Guayaquil i Ecuador.
Asteroiden har en diameter på ungefär 10 kilometer och den tillhör asteroidgruppen Sulamitis.